# Der Narr, der die Weisheit verkauft

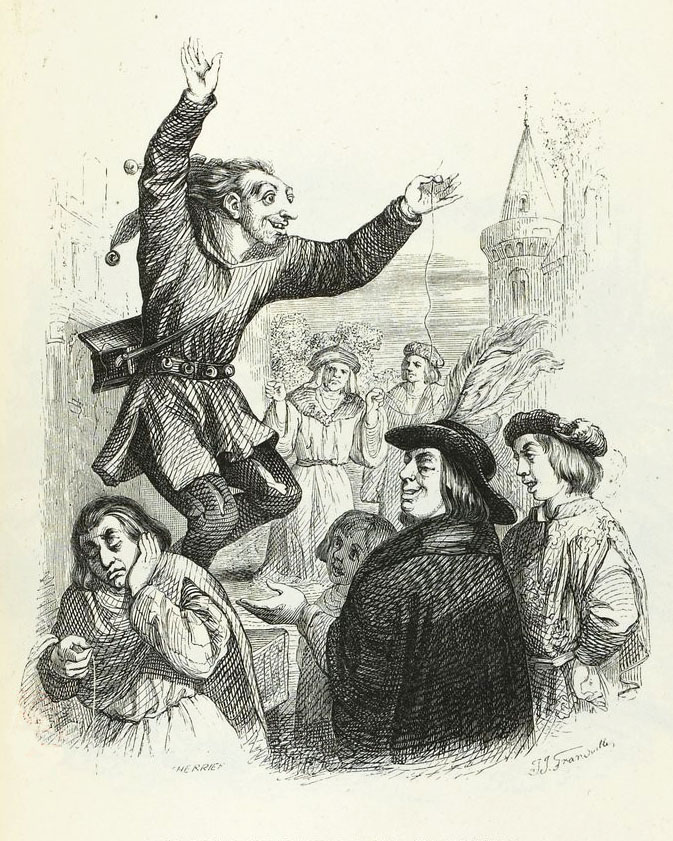
Le Fou qui vend la sagesse (Zeichnung von Grandville)

Der Narr, der die Weisheit verkauft (französisch: Le Fou qui vend la sagesse) ist die achte Fabel im neunten Buch der Fabelsammlung des französischen Dichters Jean de La Fontaine (1621–1695). Als Vorlage nutzte er eine Fabel des Laurentius Abstemius (ca. 1440–1508). Der vordergründig kohärente Text der Fabel scheint mehrmals das Gleiche zu sagen, verfolgt aber die Strategie, etwas anderes zu machen als das, was er aussagt. Die Fabel beginnt mit einer scheinbaren Moral:
Von Narren lass dich nie in ihr Gehege ziehen;

das ist der klügste Rat, den ich dir geben kann.

Die beste Lehre ist, dass man

eitler Windbeutel Schwarm bedacht sei stets zu fliehen.

Bei Hofe kann man oft sie sehen. […]
Dann wird erzählt, wie ein Narr an mehreren Straßenecken ausrief, er habe Weisheit zu verkaufen. Gläubige Käufer fielen darauf herein, bekamen aber für ihr Geld nur ein paar Grimassen zu sehen sowie zwei Ellen Zwirn und zwei schallende Ohrfeigen. Die meisten Käufer waren empört, doch sie erhielten dann nur noch Spott und Gelächter, sodass es am besten war, sich stillschweigend zurückzuziehen. Der Erzähler schlussfolgert, nach einem Sinn noch zu fragen, brächte den Gefoppten nur neuen Hohn ein. Würde einer der Genarrten, die unbefriedigt von der Maulschelle und dem Faden waren, einen Weisen fragen, der würde ihm ohne langes Warten antworten:
Hieroglyphen sind’s, die jener Euch gab auf.

Wer wohlberaten stets sich wahren will vor Schaden,

bleib’ immer ganz genau so weit, als dieser Faden

lang ist, von Narren fern; wo nicht, verlasst Euch drauf,

droht ihm ganz ähnliche Liebkosung.

Der Narr betrog Euch nicht: Weisheit war seine Losung. […]

## Vergleich zum Original
Laurentius Abstemius war ein italienischer Gelehrter, Fabeldichter und Bibliothekar des 15. Jahrhunderts. In Abstemius’ Fabel Nr. 185 liefert das Verhalten des Narren (mit dem Hieb und dem Seil) eine eindeutige Interpretation, seine Worte beschönigen seine Handlungen auf eine Weise, die situativ paradox, aber theoretisch unproblematisch sind. La Fontaines umgearbeitete Fabel teilt die Szene in zwei narrative Momente von Inszenierung und Interpretation. Abstemius’ Narr spielt bei La Fontaine zwei Rollen, er ist Narr und Weiser gleichzeitig. Die neue Version der Fabel zeigt damit die Spannung zwischen der Erzählung der dargestellten Handlung in der Welt und ihrer anschließenden Neuzusammenstellung als „Hieroglyphe“.

## Textanalyse
Die Fabeln von La Fontaine (einem Hofdichter) verfolgen gleichzeitig zwei Ziele: plaire et instruire („erfreuen und belehren“). Die Rollen des Narren und des Weisen stehen im Widerspruch, ergänzen sich und fallen schließlich in der Figur des Dichters zusammen. Indem er den Leser anspricht, übernimmt La Fontaine sowohl die Rolle des Narren als auch die des Weisen und kennzeichnet damit sein eigenes Rollenspiel: Der Narr am Hof bzw. der Hofdichter verschafft dem Fürsten ein plaisir auf Kosten jener, die Ziel seiner Streiche sind. Die Struktur der Fabel bringt den Leser dazu, die Begriffe sagesse (Weisheit), fou (verrückt), sot (Dummkopf) und sage (weise) unterschiedlich zu interpretieren, da sie im Verlauf der Erzählung unterschiedliche Bedeutungen annehmen. So ist beispielsweise die Weisheit zu Beginn der Fabel in der Auffassung der Interessenten ein käufliches Objekt – am Schluss ist die Weisheit die Distanz, welche man am besten zu dem Narren einhalten sollte, wenn man keine Ohrfeigen kassieren will.
In seiner Rolle als Weiser vermittelt er eine Moral, die nicht mit dem vorangestellten Ratschlag identisch ist und die der Leser zu erschließen hat. Die implizite Moral, dass man die sagesse sich nicht aneignen kann, entspricht einer skeptischen Haltung dem manipulatorischen Text gegenüber.